# Старокурмашево
Старокурма́шево (рос. Старокурмашево, башк. Иҫке Ҡормаш) — село у складі Кушнаренковського району Башкортостану, Росія. Адміністративний центр Старокурмашевської сільської ради.
Населення — 646 осіб (2010; 692 у 2002).
Національний склад:
- башкири — 54 %
- татари — 44 %